# Columbia (Dél-Karolina)
Columbia Dél-Karolina egyik városa. Columbia Dél-Karolina fővárosa és Richland megye székhelye, de város egy kis része átnyúlik Lexington megyébe is. A város a metropolita terület magja, s lakossága folyamatosan nő. Nevét Kolumbusz Kristóf után kapta, mintegy költői szinonimájaként Amerikának. Dél-Karolina földrajzi központjától 21 km-re északra fekszik. A város főként Dél-Karolina “Midland” területen fekszik. Az új fővárost 1786-ban alapították, és ez a város volt az Egyesült Államok első megtervezett városa. A várost úgy is emlegetik, mint Amerika 30. legkedveltebb helye, ahol érdemes élni, és amely magas életszínvonalat, a sok kultúra kellemes keveredésének hála tartalmas kikapcsolódást, sportolást, parkokat és szórakozó helyeket biztosít a lakosainak.
A főváros központja a State Capitol, amely eltér a megszokott Capitol-stílustól. Kupolája nem neoklasszicista, hanem olasz reneszánsz jellegű, a 19. század második feléből. A polgárháború során az északiak ágyukkal lőtték. A bejáratánál állították fel Houdon által készített Washington-szobor egyik másolatát, a Capitol előtt pedig a déli Konföderáció halottainak, a Konföderáció asszonyainak és a dél-karolinai szabadságharcosoknak szentelt emlékmű látható. A Sumter Streeten van az apiszkopális  egyház temploma, a Trinity Church, amely a yorki katedrális másolata. A Dél-karolinai Egyetem egyik épületében a világháborús hősök emlékének szenteltek egy csarnokot.

## Testvérvárosai
- Kolozsvár,[4] Románia
- Kaiserslautern, Németország
- Plovdiv, Bulgária
- Cseljabinszk, Oroszország